# Карлштеттен
Карлштеттен (нем. Karlstetten) — ярмарочная коммуна (нем. Marktgemeinde) в Австрии, в федеральной земле Нижняя Австрия. 
Входит в состав округа Санкт-Пёльтен.  Население составляет 2059 человек (на 31 декабря 2005 года). Занимает площадь 28,21 км². Официальный код  —  31916.

## Политическая ситуация
Бургомистр коммуны — Йозеф Ноймайр (АНП) по результатам выборов 2005 года.
Совет представителей коммуны (нем. Gemeinderat) состоит из 19 мест.
- АНП занимает 10 мест.
- СДПА занимает 8 мест.
- АПС занимает 1 место.